# Marc Crehuet
Marc Crehuet (Santander, Cantabria, 1978) es un director de cine y teatro y guionista español.

## Trayectoria
Nació en Santander por motivos laborales de sus padres, que volvieron a Cataluña dos años después para instalarse en Bañolas, Gerona. Marc Crehuet ha trabajado como guionista y director de varias series de TV, como director de cine y también de teatro. Su obra teatral El rey tuerto de 2013 obtuvo una gran repercusión de público, y fue llevada al cine en 2016, siendo él mismo su director.

## Teatro
- 2020 - "La Morta" de Pompeu Crehuet, autor y director.￼
- 2013 - El rey tuerto, autor y director.
- 2009 - Conexiones, autor y director.[3]

## Filmografía
- 2016 - El rey tuerto, director y guionista.
- 2021 - Espejo, espejo, director y guionista.

### Series y telefilmes
- 2011-2013 - Pop Ràpid (Serie de TV, 2 temporadas, 13 episodios por temporada), director y guionista.
- 2009 - Green Power (Serie de TV), director y guionista.
- 2006 - Àngels i Sants (Serie de TV, 7 episodios), guionista.

### Cortometrajes
- Aniversario.
- Señoras.
- Filtros.
- Político incorrecto.[4]